# Aché Clube
O Aché Clube, mais conhecido pelo seu nome fantasia Dayvit, foi uma equipe brasileira de voleibol feminino fundada em maio de 1997 na cidade de Barueri. O clube era mantido pelo Laboratório Aché e levava o nome de um polivitamínico produzido pela empresa farmacêutica.
Com um investimento de US$ 4 milhões e liderado pelo técnico José Roberto Guimarães, o Dayvit sagrou-se campeão paulista em sua temporada de estreia. Tendo Ana Moser como principal jogadora, a equipe venceu o Leites Nestlé em dois jogos na série melhor de três.
O clube disputou a Superliga em 1997-98. Terminou a primeira fase na sexta posição, com 14 vitórias e 8 derrotas, sendo eliminado nas quartas de final para o MRV/Suggar.
Pouco tempo após o fim da participação na Superliga, o time foi extinto pela empresa que o mantinha.

## Títulos
Campeonato Paulista
- Campeão: 1997[3]